# Fever (sång)
"Fever" är en rhythm and blues-låt skriven av Eddie Cooley och John Davenport (det sistnämnda en pseudonym for Otis Blackwell). Låten blev en hit för Little Willie John 1956 och blev en popstandard efter att ha utökats och spelats av Peggy Lee, på albumet All Aglow Again. 
Ett stort antal artister har genom åren spelat in låten, bland andra Elvis Presley, Boney M och Madonna.

## Madonnas version
1992 tolkades låten av den amerikanska popartisten Madonna på hennes album Erotica. Den kom även ut på singel 6 mars 1993.